# Castell de la Tallada (Sant Guim de Freixenet)
Les restes del castell de la Tallada, actualment Cal la Piculina, són a la petita localitat de la Tallada, que es troba a la banda meridional del terme municipal de Sant Guim de Freixenet (Segarra).

## Història
El castell de la Tallada es degué originar a mitjan segle xi quan es repoblà la Segarra. A la darreria d'aquest segle consta que n'era senyor Bofill, fill de Jocelenda el qual la deixà en testament al comte de Barcelona Ramon Berenguer II.
A l'acta testamentària de Guerau Alemany de Cervelló de l'any 1193 es constata que el «castrum de Taiada», juntament amb altres castells com Veciana, Copons i Montfalcó eren d'aquest personatge el qual els deixà al seu net. L'any 1243, Sereno cedí a la seva filla Sibil·la i espòs B. de Santmartí tots els drets que posseïa del castell i el terme de la Tallada.
La Tallada tingué estrets lligams amb el castell de Vilalta, el qual era un terme adjunt al primer. Segons el fogatjament dels anys 1365-1370, La Tallada i Vilalta, amb 12 focs, eren d'en Castellolí, donzell, i l'any 1381 n'era senyor Ramon de Calders. El 1515, la Tallada era a mans dels Montargull i l'any 1554 havia passat a Asferri de Soldevila. El 1830 pertanyia a Antoni Miquel Queraltó.

## Arquitectura

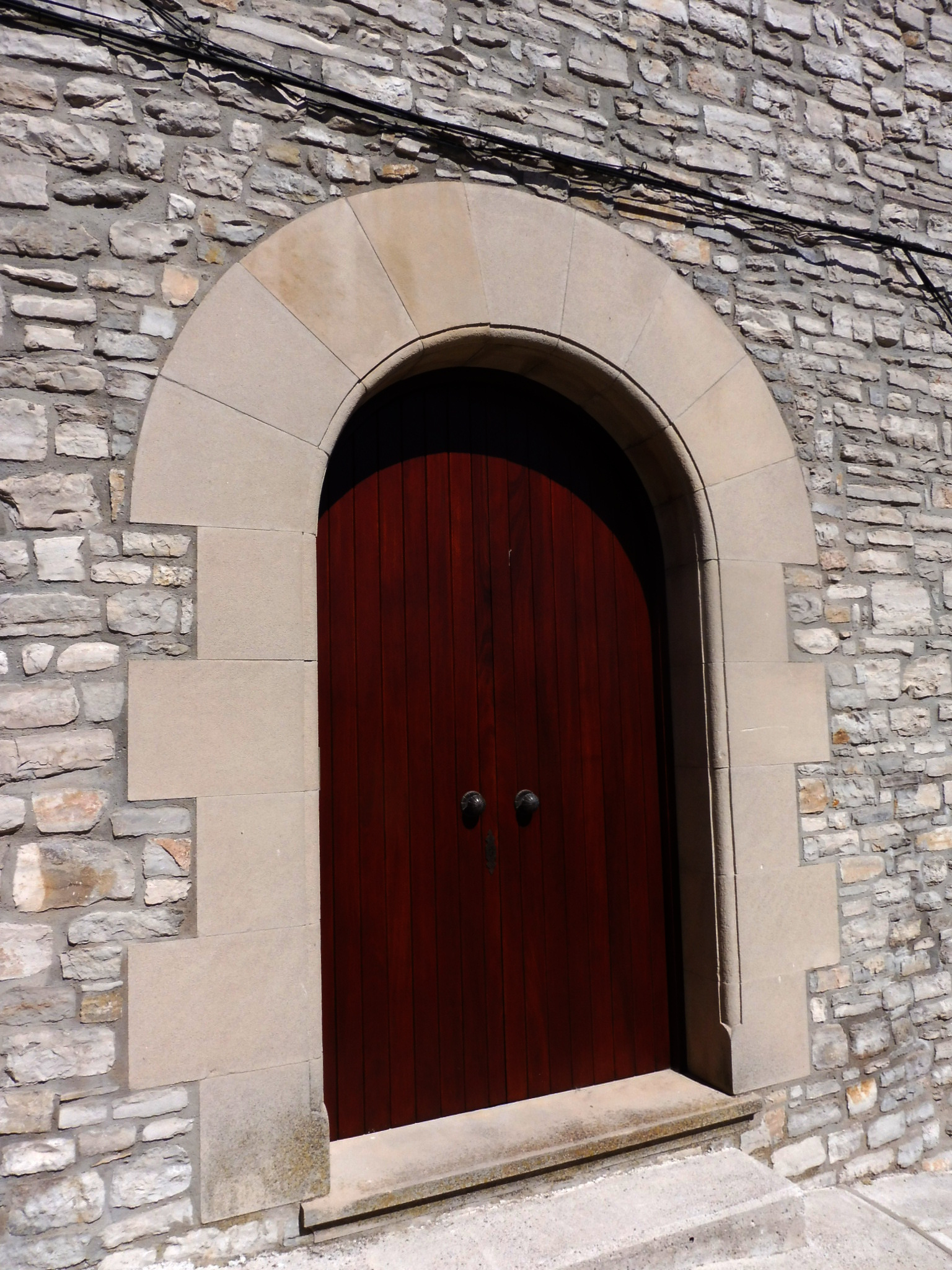
Portada a la façana principal

És un edifici remodelat situat a la part alta del poble i perfectament integrat al nucli urbà. Presenta planta rectangular, estructurat a partir de planta baixa i primer pis, i amb coberta a doble vessant. La seva façana principal s'obre a l'interior del poble i s'accedeix a l'edifici mitjançant una porta d'arc de mig punt. Situada damunt seu es troba una finestra motllurada que recorda l'estil renaixentista amb els brancals i marc superior motllurats.
Destaca la torre semicircular situada a la façana posterior i perfectament integrada al parament de l'edifici. Es tracta d'una part d'una torre de defensa del primitiu castell del poble on s'hi observen diverses fases constructives. Els dos metres inferiors són de carreus regulars i de mida gran, col·locats la majoria al llarg formant filades horitzontals; per sobre hi ha un metre més de parament fet de manera més irregular, el qual sembla refet amb pedres originals. Aquests trams contrasten amb els tres metres restants d'estructura fet amb pedres diferents, més petites i barroeres.